# 116th Street – Columbia University (métro de New York)
116th Street – Columbia University, est une station, établie en souterrain, de la ligne d'infrastructure IRT Broadway-Seventh Avenue du métro de New York. Elle est située, à l'intersection West 116th Street & Broadway, quartier Morningside Heights, dans l'arrondissement de Manhattan, de la ville de New York aux États-Unis.
C'est une station historique ouverte, par l,Interborough Rapid Transit Company (IRT), en 1904. Exploitée par la New York City Transit Authority depuis 1940, elle est desservie, jours et nuits, par les rames du service 1 (rouge) du métro.

## Situation sur le réseau

Plan du métro de New York (2009)

### Infrastructure
Établie en souterrain, 116th Street – Columbia University, est une station de la ligne d'infrastructure du métro IRT Broadway-Seventh Avenue. Elle est située entre la station 125th Street, en direction du terminus nord, et la station Cathedral Parkway – 110th Street, en direction du terminus sud.

### Service desserte
La station 116th Street – Columbia University est une station du service de desserte 1 du métro de New York : elle est située entre la station 125th Street, en direction du terminus nord Van Cortlandt Park – 242nd Street, et la station Cathedral Parkway – 110th Street, en direction du terminus sud South Ferry – Whitehall Street.

## Histoire
La station, 116th Street – Columbia University, est mise en service le 27 octobre 1904 par l'Interborough Rapid Transit Company (IRT), lors de l'ouverture à l'exploitation de la première section, du métro de New York, de la station City Hall à la station 145th Street sur la branche West Side,.

Installations
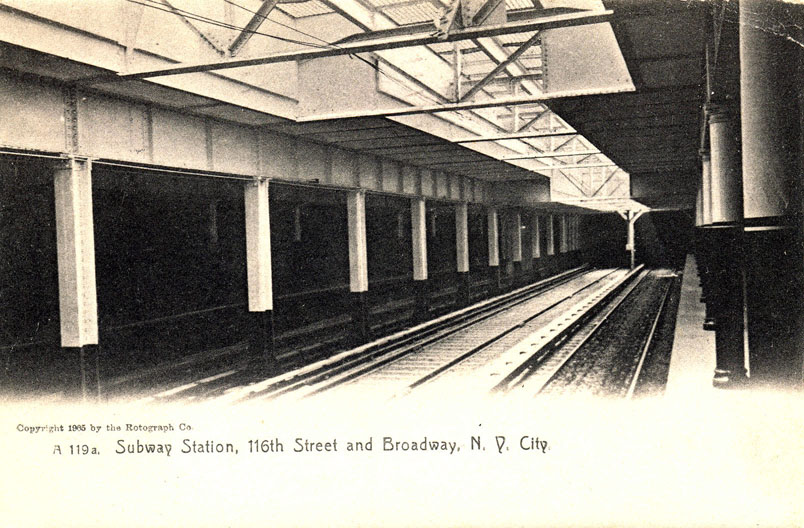
En 1905.
En 1968.
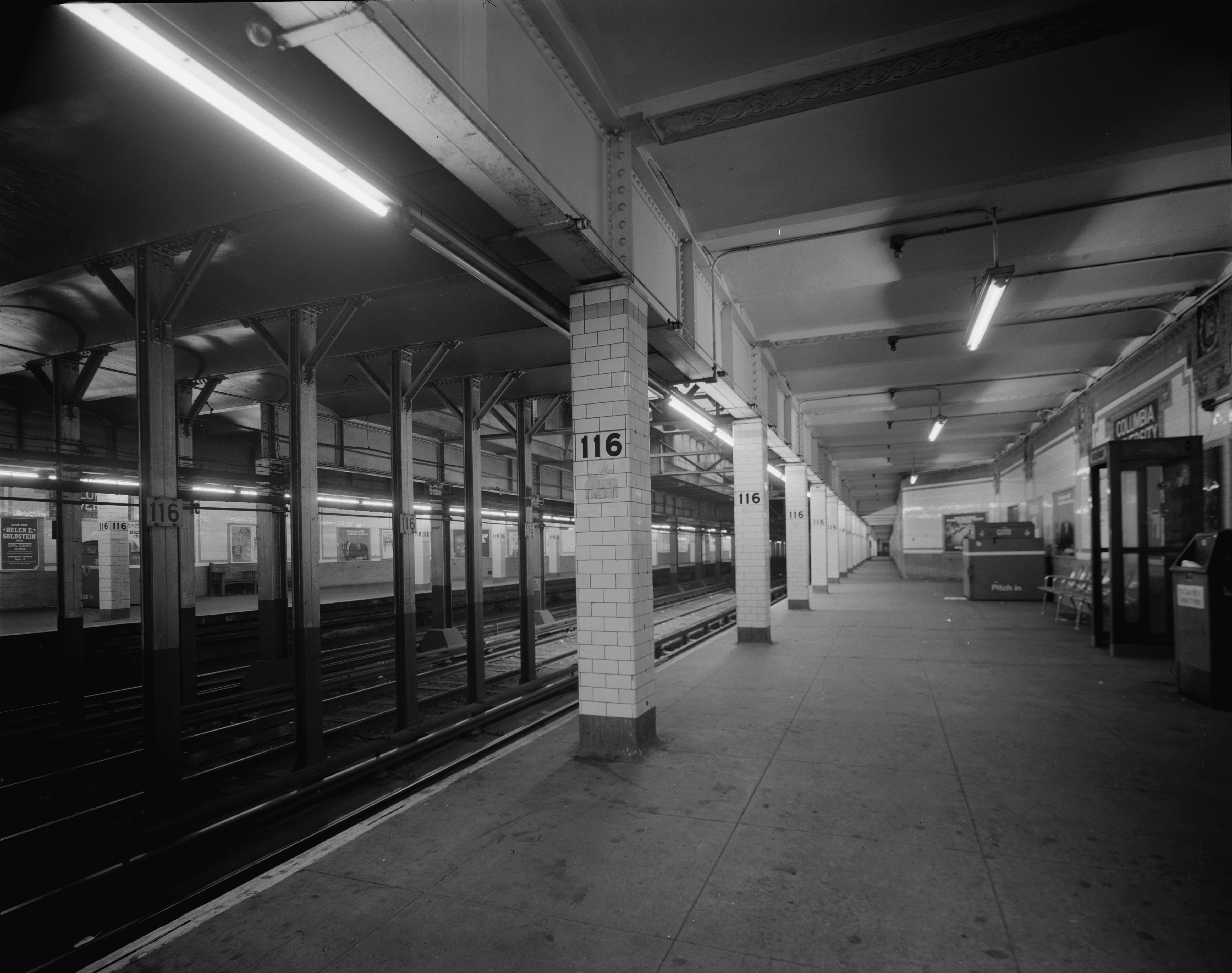
En 1978.

## Services aux voyageurs

### Desserte

Installations et desserte
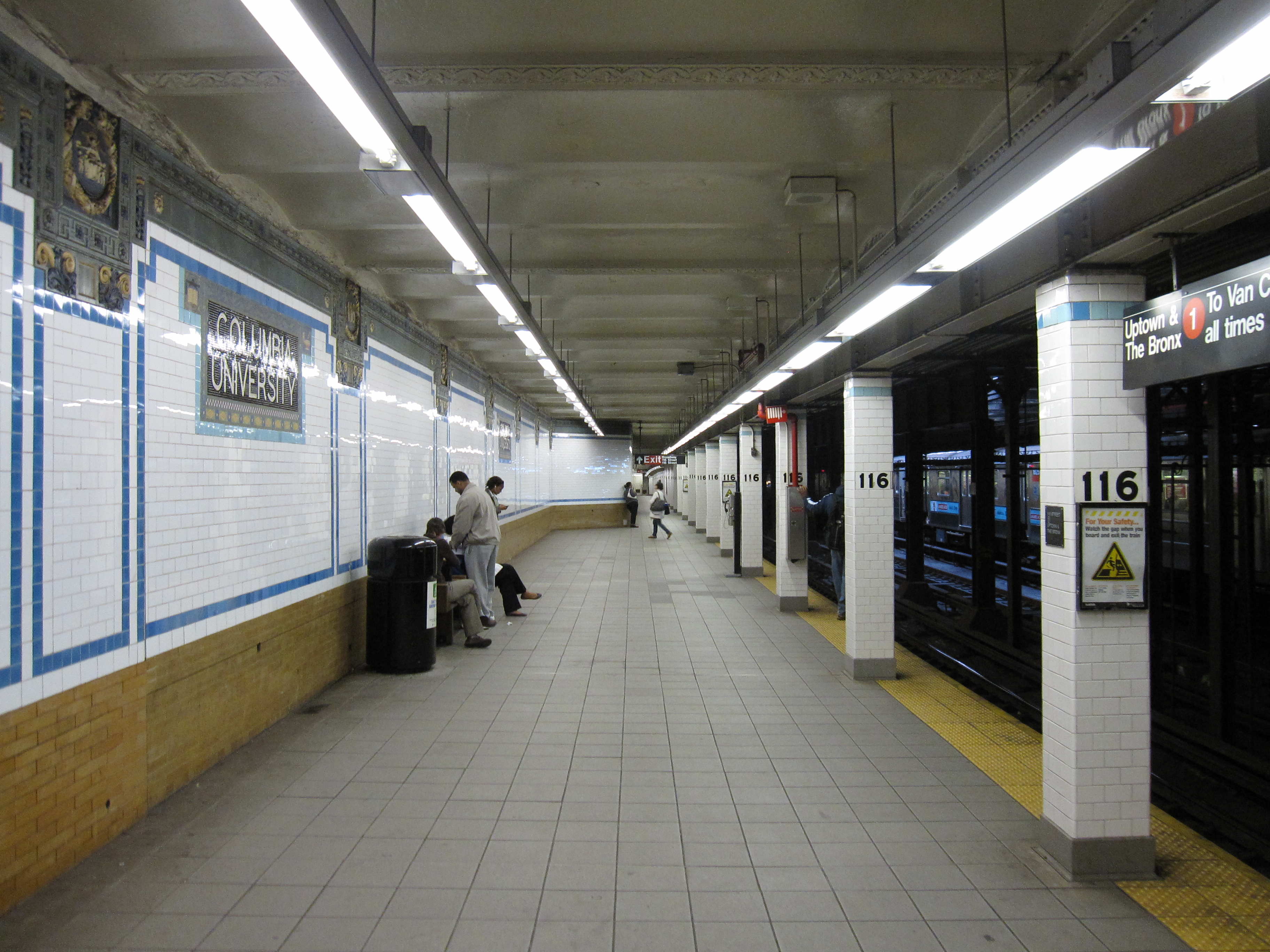
En 2010.
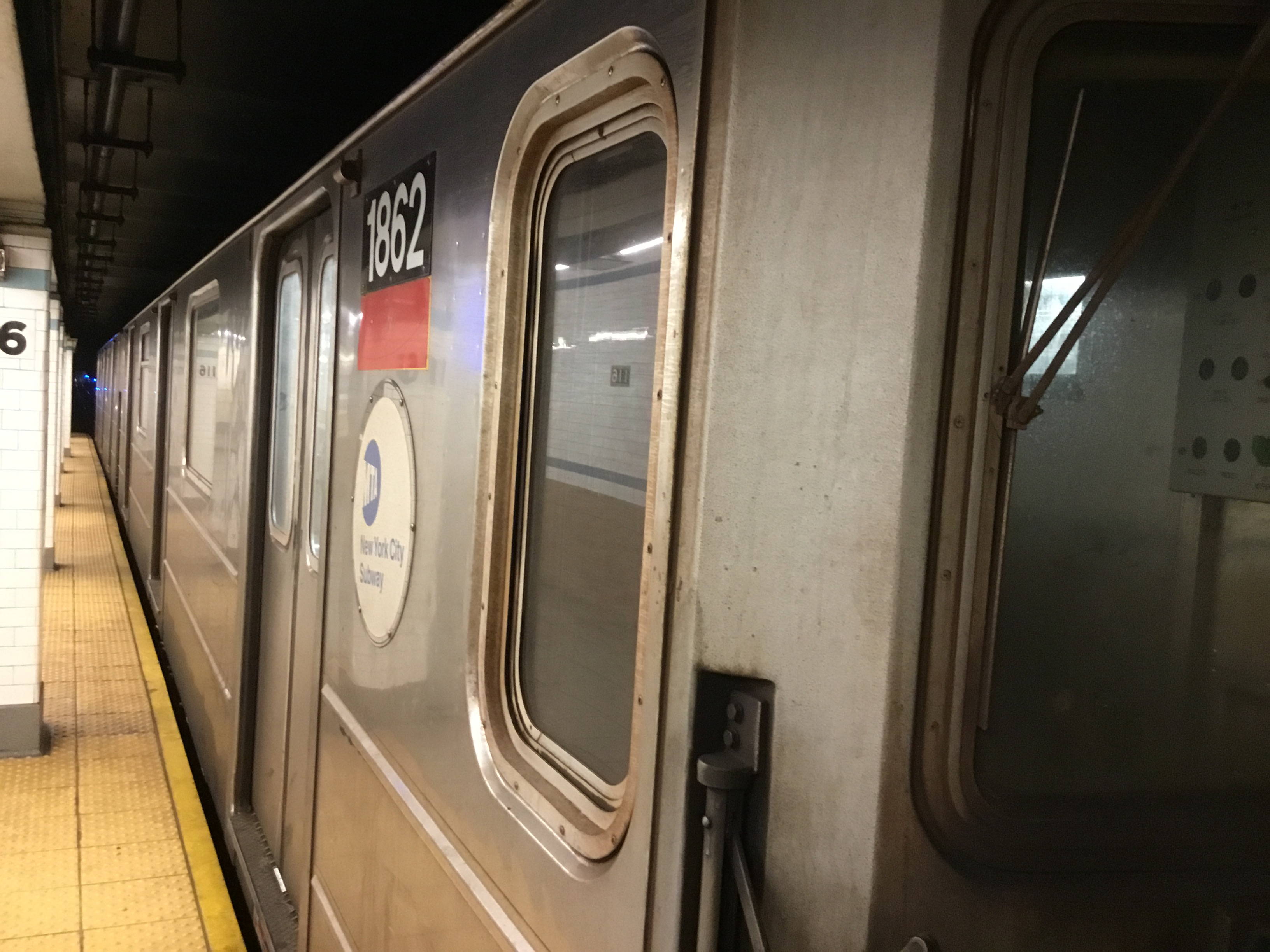
En 2022.
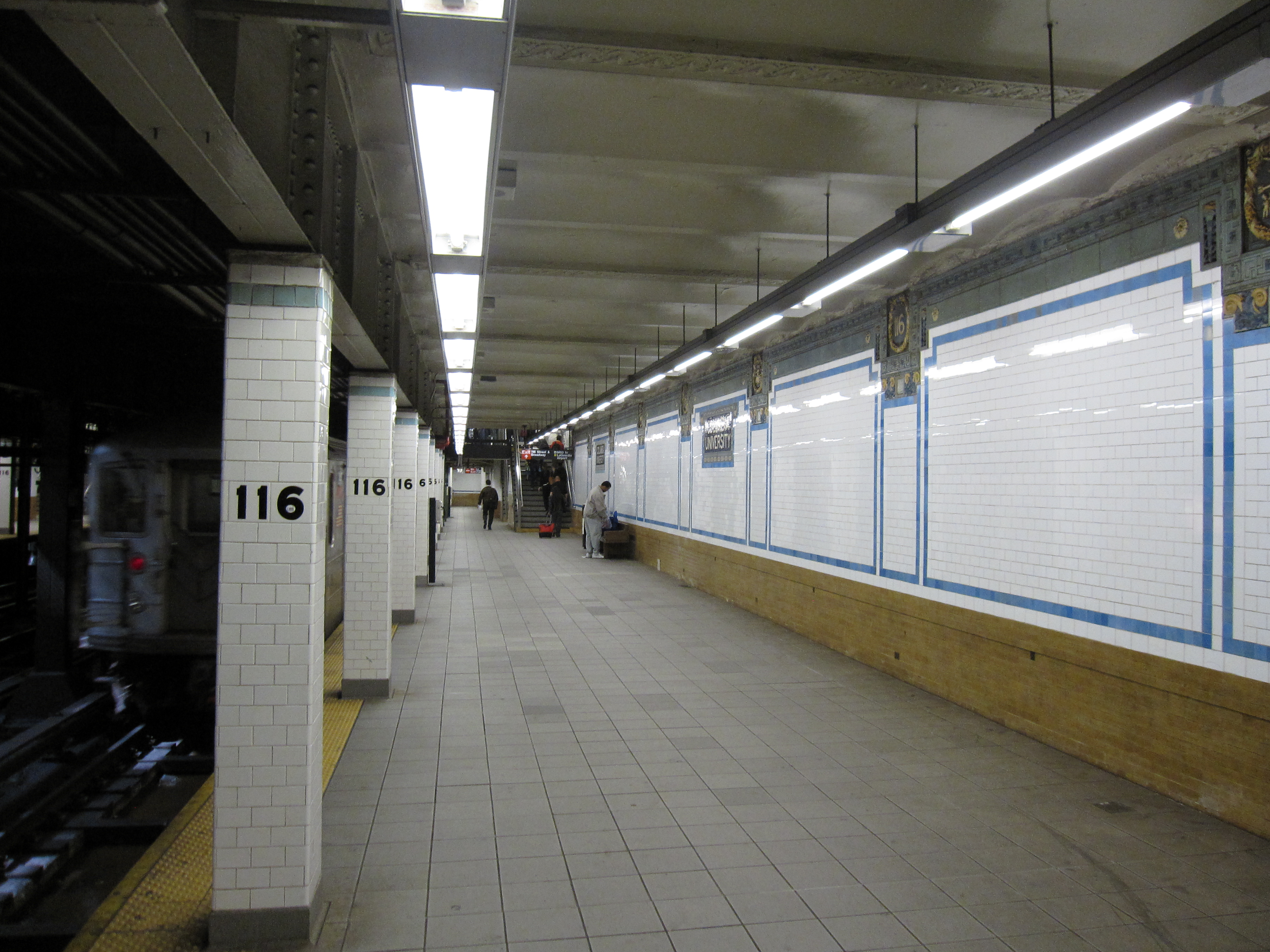
En 2010.

## À proximité
La station dessert notamment la Columbia University in the City of New York.